# Liu Xuan
Liu Xuan va ser un príncep de la dinastia Han que va governar a la Xina en els anys 23-25.
La dinastia Han havia estat enderrocada per l'usurpador Wang Mang, però en esclatar la rebel·lió dels Celles Roges, Liu Xuan va encapçalar una altra rebel·lió paral·lela amb l'objectiu de recuperar el poder para els Han. Els exèrcits unificats dels rebels van aconseguir una gran victòria l'any 23, quan van conquistar la capital Chang'an.
El nou emperador, conegut en les fonts pel nom pòstum de Gengshi, va cometre el greu error de no lliurar terres als seus aliats. En limitar-se a concedir-los títols menors, va perdre el seu principal suport militar. El territori que controlava era massa petit per proporcionar-li els recursos materials necessaris per desenvolupar operacions d'envergadura, amb el qual les tendències secessionistes, sempre presents, es van revifar. Les insurreccions es van succeir, i el seu govern es va desplomar quan els seus antics aliats es van presentar davant Chang'an. Va perdre la vida en la revolta.